# Apogon isus
Apogon isus es una especie de pez de la familia de los apogónidos en el orden de los perciformes.

## Morfología
Los machos pueden llegar a alcanzar los 5,6 cm de longitud total.

## Distribución geográfica
Se encuentran en el Mar Rojo.